# Svájc himnusza

A himnusz kottája és szövege

A Svájci zsoltár Svájc nemzeti himnusza. 1841-ben írta Alberich Zwyssig (1808-1854). Azóta gyakran éneklik nemzeti rendezvényeken, a Szövetségi Tanács azonban számos alkalommal elutasította, hogy kinevezze hivatalos himnusszá, mert azt akarta, az emberek maguk döntsék el, mi lesz a himnuszuk.
1961 és 1981 között már ezt használták himnuszként a Rufst Du, mein Vaterland (franciául: O Monts indépendants, olaszul Ci chiami o patria, rétorománul E clomas, tger paeis) című, Johann Rudolf Wyss (1743-1818) szerezte dal helyett, melyet a brit himnusz dallamára énekeltek. Végül 1981. április 1-jén a Svájci zsoltár lett a hivatalos himnusz.

## Szövege
| Német (eredeti) | Francia | Olasz | Romans |
| --- | --- | --- | --- |
| 1. Trittst im Morgenrot daher, Seh' ich dich im Strahlenmeer, Dich, du Hocherhabener, Herrlicher! Wenn der Alpen Firn sich rötet, Betet, freie Schweizer, betet, Eure fromme Seele ahnt Gott im hehren Vaterland! Gott, den Herrn, im hehren Vaterland! 2. Kommst im Abendglühn daher, Find' ich dich im Sternenheer, Dich, du Menschenfreundlicher, Liebender! In des Himmels lichten Räumen Kann ich froh und selig träumen; Denn die fromme Seele ahnt Gott im hehren Vaterland! Gott, den Herrn, im hehren Vaterland! 3. Ziehst im Nebelflor daher, Such' ich dich im Wolkenmeer, Dich, du Unergründlicher, Ewiger! Aus dem grauen Luftgebilde Bricht die Sonne klar und milde, Und die fromme Seele ahnt Gott im hehren Vaterland! Gott, den Herrn, im hehren Vaterland! 4. Fährst im wilden Sturm daher, Bist du selbst uns Hort und Wehr, Du, allmächtig Waltender, Rettender! In Gewitternacht und Grauen Laßt uns kindlich ihm vertrauen! Ja, die fromme Seele ahnt Gott im hehren Vaterland! Gott, den Herrn, im hehren Vaterland! | 1. Sur nos monts, quand le soleil Annonce un brillant réveil, Et prédit d'un plus beau jour Le retour, Les beautés de la patrie Parlent à l'âme attendrie; Au ciel montent plus joyeux Les accents d'un coeur pieux, Les accents émus d'un coeur pieux. 2. Lorsqu'un doux rayon du soir Joue encore dans le bois noir, Le coeur se sent plus heureux près de Dieu Loin des vain bruits de la plaine L'âme en paix est plus sereine; Au ciel montent plus joyeux, Les accents d'un coeur pieux, Les accents émus d'un coeur pieux. 3. Lorsque dans la sombre nuit La foudre éclate avec bruit, Notre coeur pressent encore le Dieu fort. Dans l'orage et la détresse, Il est notre forteresse. Offrons-Lui de coeurs pieux Dieu nous bénira des cieux, Dieu nous bénira du hauts des cieux. 4. Des grand monts vient le secours, Suisse! espère en Dieu toujours! Garde la foi des aïeux, vis comme eux! Sur l'autel de la partrie Met tes biens, ton coeurs, ta vie! C'est le trésor précieux Que Dieu nous bénira des cieux, Que Dieu nous bénira du hauts des cieux. | 1. Quando bionda aurora il mattin c'indora l'alma mia t'adora re del ciel! Quando l'alpe già rosseggia a pregare allor t'atteggia; in favor del patrio suol, cittadino Iddio lo vuol, cittadino Dio, si Dio lo vuol. 2. Se di stelle è un giubilo la celeste sfera Te ritrovo a sera o Signor! Nella notte silenziosa l'alma mia in Te riposa: libertà, concordia, amor, all'Elvezia serba ognor, all'Elvezia serba ognor. 3. Se di nubi un velo m'asconde il tuo cielo pel tuo raggio anelo Dio d'amore! Fuga o sole quei vapori e mi rendi i tuoi favori: di mia patria deh! Pietà brilla, o sol di verità, brilla sol, o sol di verità! 4. Quando rugge e strepita impetuoso il nembo m'è ostel tuo grembo o Signor! In te fido Onnipossente deh, proteggi nostra gente; Libertà, concordia, amor, all'Elvezia serba ognor all'Elvezia serba ognor. | 1. En l'aurora la damaun ta salida il carstgaun, spiert etern dominatur, Tutpussent! Cur ch'ils munts straglischan sura, ura liber Svizzer, ura. Mia olma senta ferm, Mia olma senta ferm Dieu en tschiel, il bab etern. 2. Er la saira en splendur da las stailas en l'azur tai chattain nus, creatur, Tutpussent! Cur ch'il firmament sclerescha en noss cors fidanza crescha. Mia olma senta ferm, Mia olma senta ferm Dieu en tschiel, il bab etern. 3. Ti a nus es er preschent en il stgir dal firmament, ti inperscrutabel spiert, Tutpussent! Tschiel e terra t'obedeschan vents e nivels secundeschan. Mia olma senta ferm, Mia olma senta ferm Dieu en tschiel, il bab etern, Dieu en tschiel, il bab etern. 4. Cur la furia da l'orcan fa tremblar il cor uman alur das ti a nus vigur, Tutpussent! Ed en temporal sgarschaivel stas ti franc a nus fidaivel. Mia olma senta ferm, Dieu en tschiel, Il bab etern. Dieu en tschiel, il bab etern. |

## Új nemzeti himnusz
2014-ben Svájc pályázatot írt ki a manapság használatban lévő himnusz lecserélésére. Ennek oka az, hogy a jelenlegi himnusz sokak számára nem elég magasztos. A pályázatra összesen 215 pályamű érkezett, melyből 129 német nyelven, 69 francia nyelven, 10 rétoromán nyelven, valamint 7 olasz nyelven íródott. A pályaműveket első körben egy zenészek, politikusok, újságírók, valamint sport- és zenei szervezetek tagjaiból álló zsűri válogat. Az első három helyezettet 2015 szeptemberében egy zenei fesztiválon mutatták be, majd ezek közül az ottani közönség, valamint a televízió nézők szavazatai alapján dőlt el, hogy melyik mű lesz a nyertes.
2015 szeptemberében a döntőn egy dalszöveget választottak ki. Végül a Szövetségi Gyűlés javasolta a nyertes szövegeket a szövetségi hatóságoknak. Az új dalszövegeket még nem fogadták el hivatalosan. A nyertes dalszövegek változatát Svájc négy nemzeti nyelvének kombinálásával készítették.